# Jindřich Honzl
Jindřich Honzl (ur. 14 maja 1894 w Humpolcu, zm. 20 kwietnia 1953 w Pradze) – czeski reżyser i teoretyk teatru; czołowy przedstawiciel i organizator czeskiego teatru nowoczesnego.
W 1925 r. założył (wraz z J. Frejką) Osvobozené divadlo w Pradze. Po wojnie był związany z Teatrem Narodowym w Pradze, gdzie pełnił funkcję dyrektora i był założycielem studia eksperymentalnego. Jest autorem prac teoretycznym na temat teatru, m.in. Základy a praxe moderního divadla).

## Twórczość

### Prace teoretyczne
- Roztočené jeviště, 1925
- Vznik moderního ruského divadla, 1928
- K novému významu umění, 1956
- Základy a praxe moderního divadla, 1963

### Spektakle i inscenizacje
- Hadrián z Římsů zk, (V. K. Klicpera, 1930)
- Alchymista, (V. Vančura, 1932)
- Jan Hus, (J. K. Tyl, 1936)
- Julietta, (B. Martinů, 1938)
- Pražský žid, (J. J. Kolár – V. Vančura, 1946)
- Národní hrdina Julius Fučík, (J. Honzl, 1946)
- Ze života hmyzu (K. Čapek i J. Čapek, 1946),
- Faidra, (J. Racine, 1947)
- Maryša, (Alois Mrštík i Vilém Mrštík, 1948)
- Maloměšťáci, (M. Gorki, 1949)
- Josefina, (V. Vančura, 1949)